# Княжелука
Княжелу́ка (укр. Княжолука) — село в Долинской городской общине Калушского района Ивано-Франковской области Украины.
Население по переписи 2001 года составляло 3041 человек. Занимает площадь 18,06 км². Почтовый индекс — 77540. Телефонный код — 3477.

## Гидрография
- река Свича